# Quintessence Editions Ltd.
Quintessence Editions Ltd. is een uitgeverij gevestigd in Londen. De uitgeverij heeft de boeken van de "1001 Before You Die" serie uitgegeven. De boeken in deze serie zijn bedoeld als naslagwerk. Het zijn geïllustreerde boeken, geschreven door meerdere auteurs. Quintessence is deel van de Quarto Group.

## Boeken in de serie
1. 1001 Movies You Must See Before You Die door Stephen Jay Schneider, uitgegeven in 2003.
2. 1001 Golf Holes You Must Play Before You Die door Jeff Barr, uitgegeven op 1 maart 2005.
3. 1001 Natural Wonders You Must See Before You Die door Michael Bright, uitgegeven op 1 mei, 2005.
4. 1001 Albums You Must Hear Before You Die door Robert Dimery, uitgegeven op 7 februari 2006.
5. 1001 Books You Must Read Before You Die door Peter Boxall met een voorwoord van Peter Ackroyd, uitgegeven op 6 maart, 2006.
6. 1001 Gardens You Must See Before You Die door Rae Spencer-Jones, uitgegeven op 1 februari 2007.
7. 1001 Paintings You Must See Before You Die door Stephen Farthing, uitgegeven op 20 maart 2007.
8. 1001 Buildings You Must See Before You Die door Mark Irving, uitgegeven op 23 oktober 2007.
9. 1001 Classical Recordings You Must Hear Before You Die door Steven Isserlis, uitgegeven op 12 februari 2008.
10. 1001 Historic Sites You Must See Before You Die door Richard Cavendish, uitgegeven op 1 maart 2008.
11. 1001 Foods You Must Taste Before You Die door Frances Case, uitgegeven op 9 september 2008.
12. 1001 Wines You Must Try Before You Die door Neil Beckett, voorwoord door Hugh Johnson, uitgegeven op 6 juni 2008.[3]
13. 1001 Days That Shaped the World door Peter Furtado, uitgegeven op 1 oktober 2008.
14. 1001 Inventions That Changed the World door Jack Challoner, uitgegeven op 1 maart 2009.
15. 1001 Children's Books You Must Read Before You Grow Up door Julia Eccleshare, uitgegeven op 21 september 2009.
16. 1001 Beers You Must Try Before You Die door Adrian Tierney-Jones, uitgegeven 3 mei 2010.
17. 1001 Video Games You Must Play Before You Die door Tony Mott, uitgegeven op 2 augustus 2010.
18. 1001 Songs You Must Hear Before You Die (And 10,001 You Must Download) door Robert Dimery, uitgegeven op 2 november 2010.
19. 1001 Battles That Changed the Course of History door R.G. Grant, uitgegeven op 2 mei 2011.
20. 1001 Comics You Must Read Before You Die door Paul Gravett, uitgegeven op 11 oktober 2011.